# Emilie Hovden
Emilie Margrethe Hovden (* 5. April 1996 in Bergen, Norwegen) ist eine norwegische Handballspielerin, die für den ungarischen Erstligisten Győri ETO KC aufläuft.

## Karriere

### Im Verein
Hovden begann das Handballspielen im Alter von neun Jahren in ihrer Geburtsstadt bei Fana IL. Im Sommer 2015 schloss sich die Außenspielerin dem Erstligaaufsteiger Molde HK an. Nach einer Spielzeit kehrte sie wieder zu Fana IL zurück. Mit der Damenmannschaft von Fana trat sie in der zweithöchsten norwegischen Spielklasse an. In der Saison 2016/17 wurde Hovden mit 177 Treffern Torschützenkönigin, jedoch verpasste sie knapp mit ihrem Verein den Aufstieg. Trotz mehrerer Angebote von Erstligisten blieb sie Fana treu. Im Jahr 2018 klappte es schließlich mit dem Aufstieg in die Eliteserien. Im Sommer 2019 wechselte sie zum Ligakonkurrenten Storhamar Håndball. Mit Storhamar scheiterte sie im Dezember 2019 im norwegischen Pokalfinale an den Vipers Kristiansand. Weiterhin wurde Hovden in ihrer ersten Saison in Storhamar mit 161 Treffern Torschützenkönigin der höchsten norwegischen Spielklasse. In der Saison 2022/23 lief sie für den dänischen Erstligisten Viborg HK auf. Anschließend wechselte sie zum ungarischen Erstligisten Győri ETO KC. Mit Győri ETO KC gewann sie 2025 die ungarische Meisterschaft sowie 2024 und 2025 die EHF Champions League.

### In der Nationalmannschaft
Emilie Hovden bestritt 14 Länderspiele für die norwegische Jugendauswahl, in denen sie 28 Tore warf. Mit dieser Mannschaft nahm sie an der U-17-Europameisterschaft 2013 teil. Anschließend lief Hovden 16-mal für die norwegische Juniorinnenauswahl auf, in denen sie insgesamt 40-mal in das gegnerische Tor traf. Mit dieser Auswahlmannschaft nahm sie an der U-19-Europameisterschaft 2015 teil. Hovden bestritt im September 2019 zwei Partien für die norwegische B-Nationalmannschaft, in denen sie sieben Treffer erzielte. Am 25. November 2021 gab sie ihr Debüt für die norwegische A-Nationalmannschaft. Kurz darauf nahm Hovden an der Weltmeisterschaft 2021 teil, bei der sie mit Norwegen den Titel gewann. Im darauffolgenden Jahr gewann sie bei der Europameisterschaft den Titel. Hovden steuerte drei Treffer zum Erfolg bei. Im Jahr 2023 errang sie die Silbermedaille bei der Weltmeisterschaft, bei der sie neun Tore warf. Im Jahr 2024 gewann sie einen weiteren Titel bei der Europameisterschaft.